# Hồ Starnberg

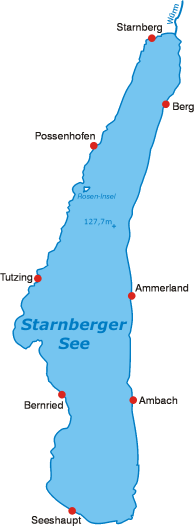
Bản đồ hồ Starnberg

Hồ Starnberg (tiếng Đức: Starnberger See) — được gọi là hồ Würm (tiếng Đức: Würmsee) cho tới năm 1962, và cũng được biết tới với tên Fürstensee — là hồ lớn thứ năm của Đức về diện tích sau hồ Bodensee, Müritz, Chiemsee và Schweriner See, nhờ có độ sâu nên hồ này có lượng nước lớn thứ hai.

## Huyện thân hữu
Từ năm 1982 huyện đã kết tình thân hữu với Bad Dürkheim (huyện) ở Rheinland-Pfalz. Từ 1981 nó cũng đã có một huyện thân hữu huyện Đài Bắc (bây giờ là Tân Bắc (New Taipei City)), mà phát triển sau khi một nhóm nhảy dù từ Đài Loan tới ở Starnberg để tham dự giải vô địch nhảy dù thế giới 1980 tại Altenstadt/Schongau.

## Hình ảnh

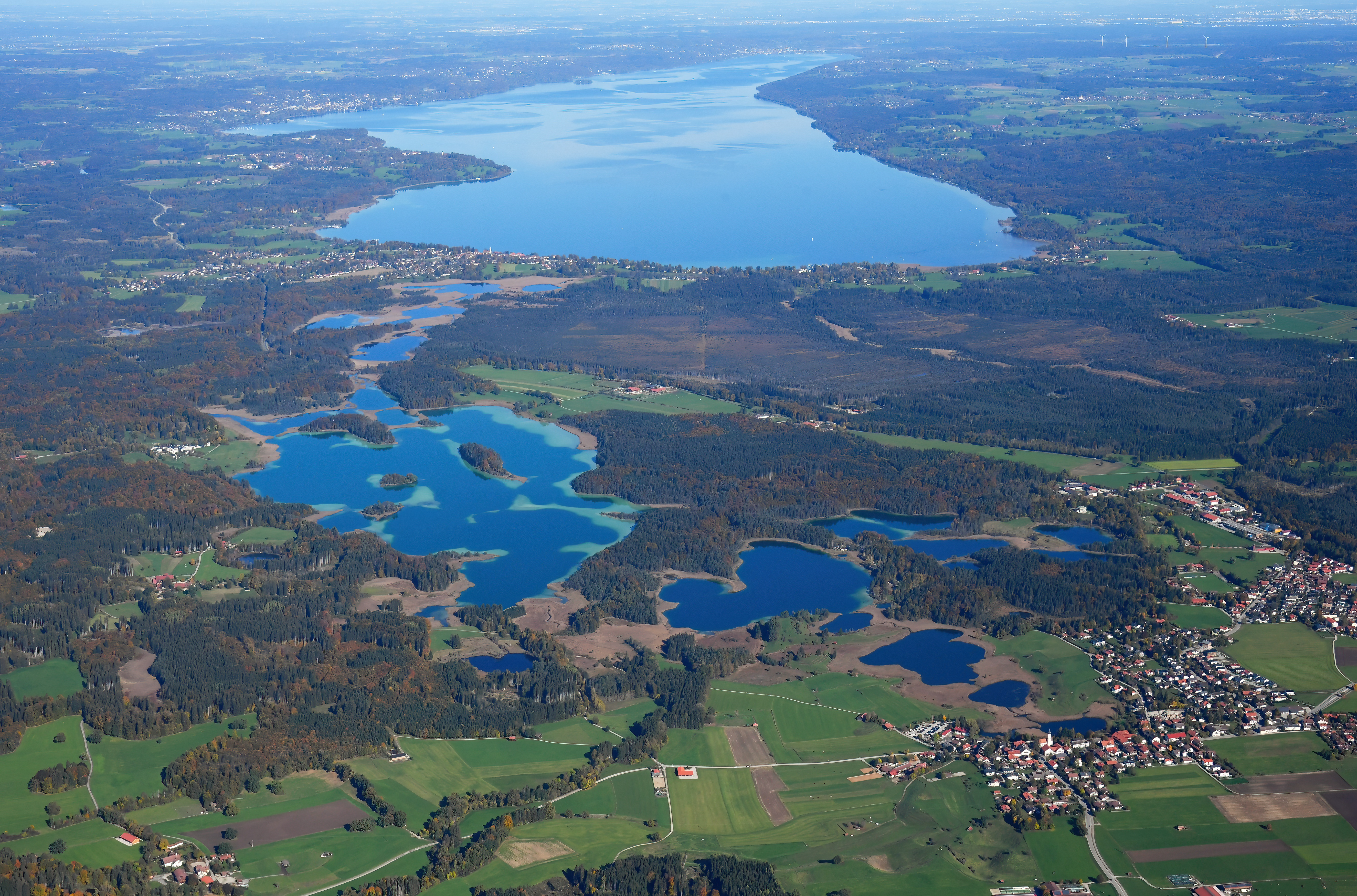
Osterseen và Starnberger See (đằng sau); nhìn về phía Bắc.
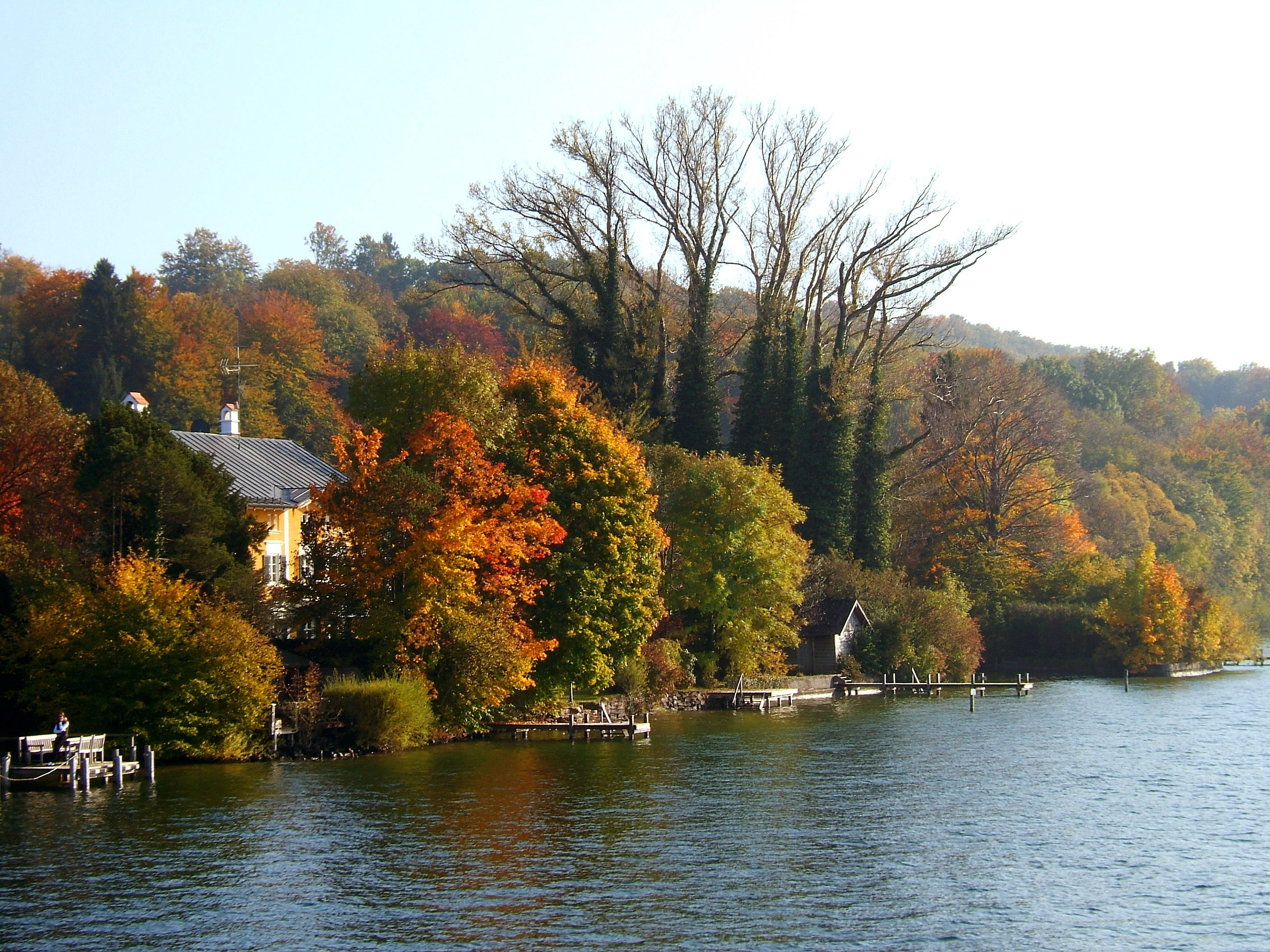
Bờ phía Đông của hồ
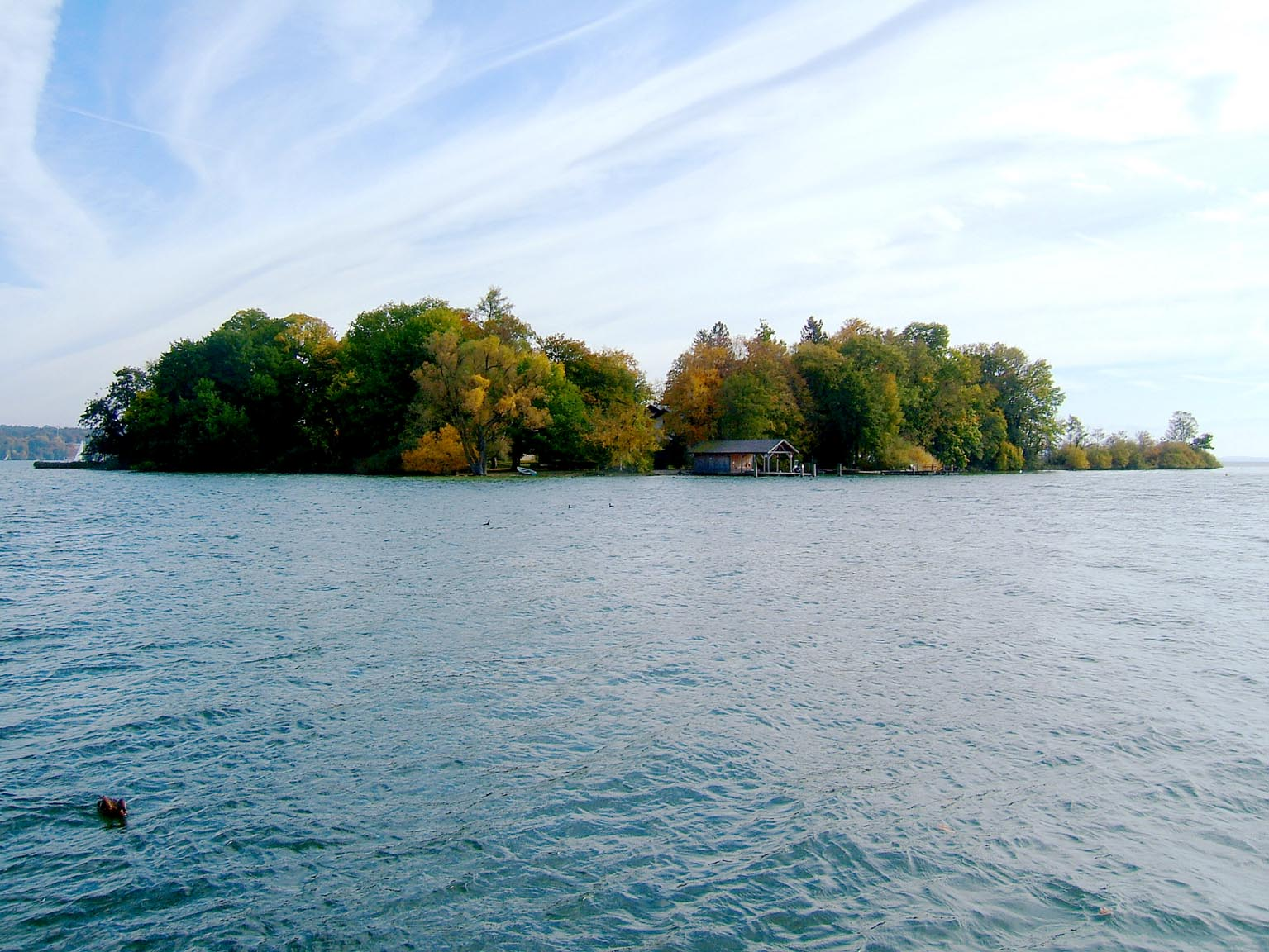
Roseninsel
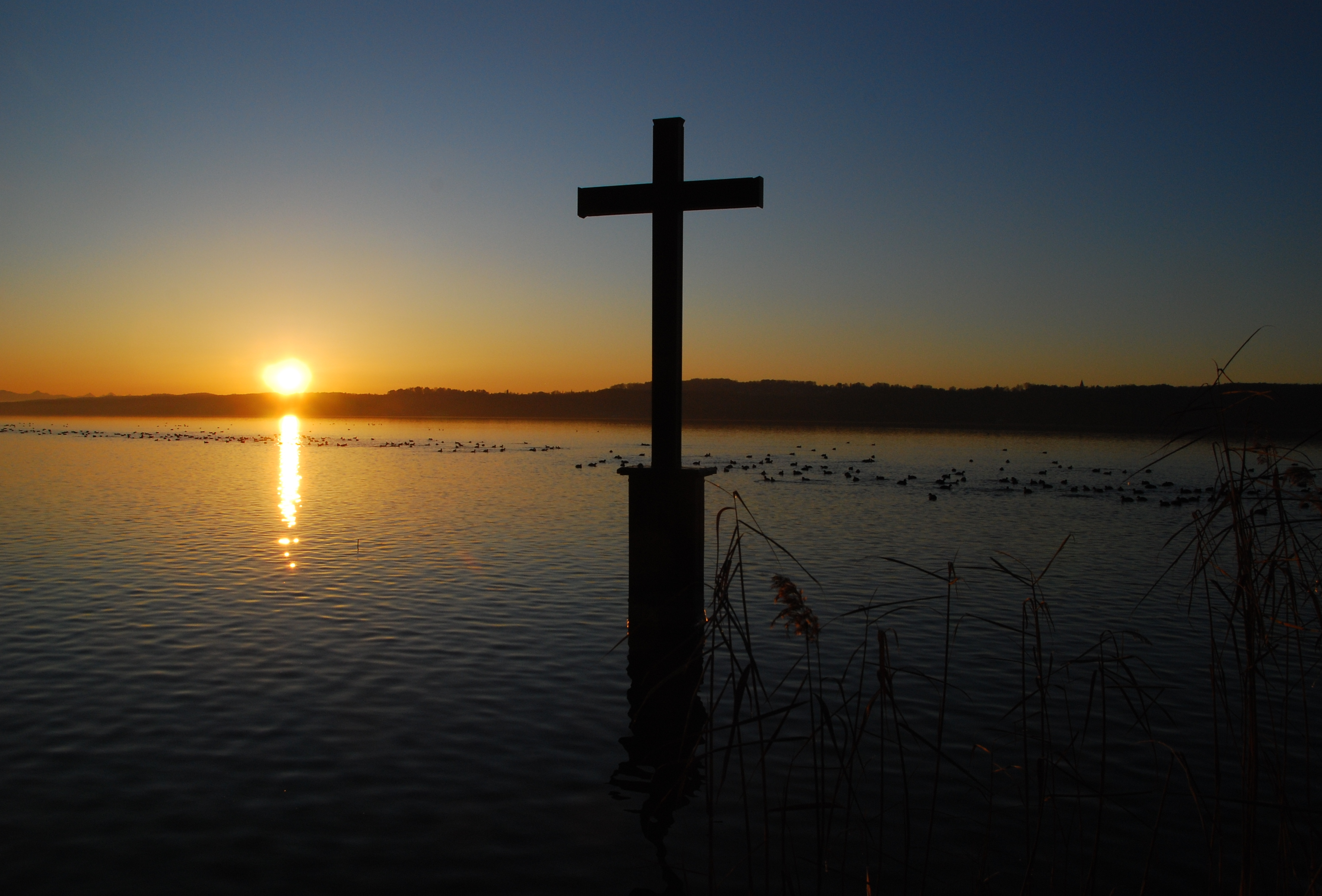
Thập giá bằng gỗ tại Berg để tượng niệm cái chết của vua Ludwig II.